# Berghems distrikt
Berghems distrikt är ett distrikt i Marks kommun och Västra Götalands län. 
Distriktet ligger sydväst om Kinna. 

## Tidigare administrativ tillhörighet
Distriktet inrättades 2016 och utgörs av socknen Berghem i Marks kommun.
Området motsvarar den omfattning Berghems församling hade vid årsskiftet 1999/2000.